# Teatro Fabbricone
Il Teatro Fabbricone è un teatro di Prato.

## Storia e descrizione
Nel 1974 Luca Ronconi realizzò un innovativo allestimento dell'Orestea in un magazzino del complesso industriale del Fabbricone realizzato nel 1947. Ebbe inizio così un'esperienza alternativa allo spazio scenico tradizionale del teatro all'italiana.
Finché fu chiuso il teatro Politeama, questo spazio diventò il secondo teatro pratese dopo il Teatro Metastasio, aprendosi alla sperimentazione teatrale e alla ricerca d'avanguardia come dimostrano i numerosi allestimenti qui realizzati e che hanno fatto la storia del teatro di ricerca negli ultimi decenni del Novecento.
Qui sono stati presentati lavori dei più grandi nomi della regia internazionale da Peter Brook, ad Andrzej Wajda, Tadeusz Kantor, Otomar Krejča, Anatoli Vassiliev, Thierry Salmon.
La redazione attuale è il frutto dei lavori di ristrutturazione realizzati nel 2000 su progetto dell'ingegner Francesco Stopaccioli.